# Attuatore
Un attuatore è un meccanismo attraverso cui un agente agisce su un ambiente; inoltre, l'agente può essere o un agente intelligente artificiale o un qualsiasi altro essere autonomo (umano, animale). In senso lato, un attuatore è talvolta definito come un qualsiasi dispositivo che converte dell'energia da una forma a un'altra, in modo che questa agisca nell'ambiente fisico al posto dell'uomo.
Anche un meccanismo che mette qualcosa in azione automaticamente è detto attuatore.

## Esempi
Alcuni esempi di attuatori sono:
- Umano - braccia, mani, dita, gambe
- parti di un robot che interagiscono con l'esterno - meccanismi di presa, bracci meccanici, muscoli pneumatici e altre parti in movimento.
- server di e-mail - software di aggiornamento

## Ingegneria

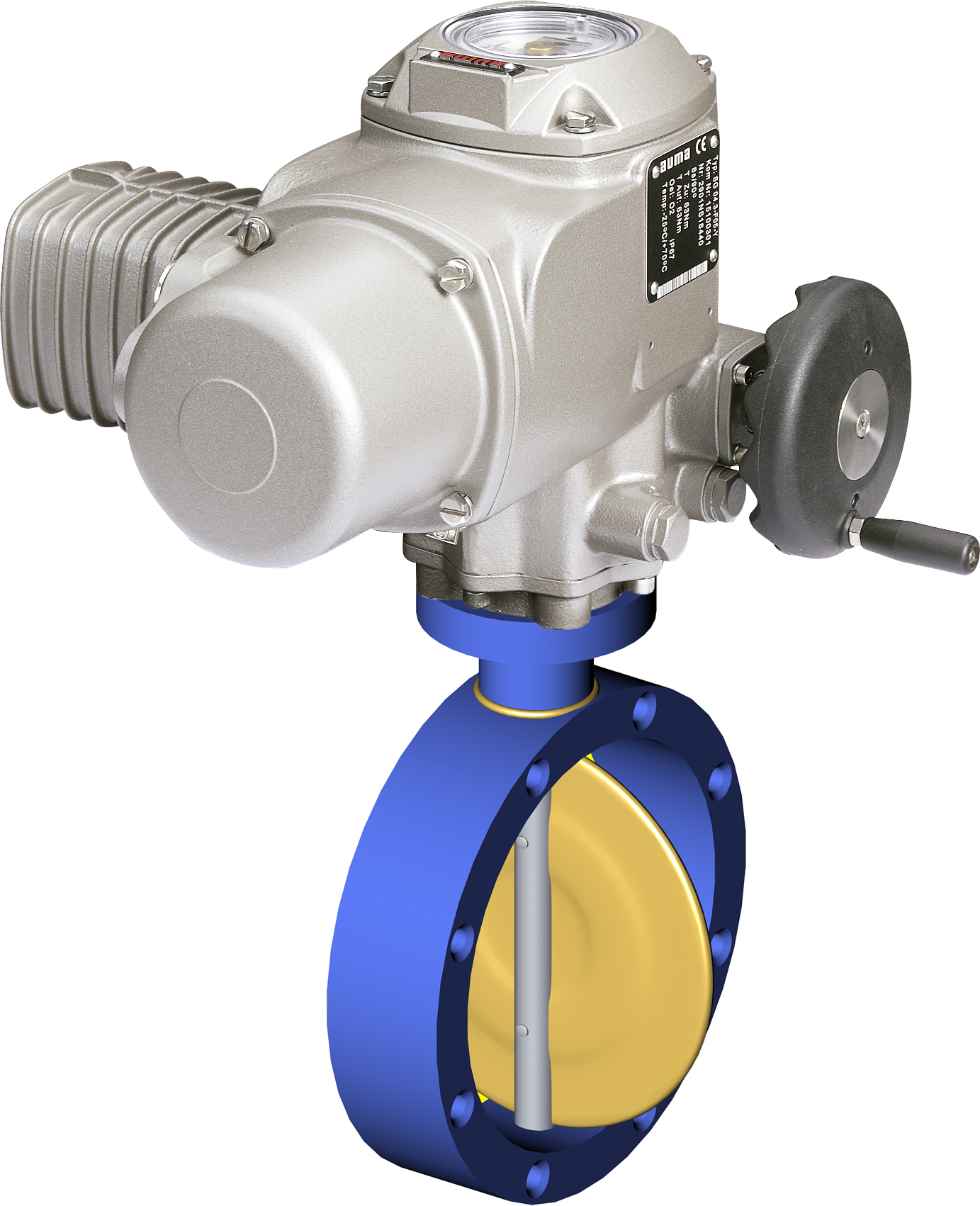
Valvola a farfalla con attuatore.

In ingegneria, gli attuatori sono capaci di trasformare un segnale di input (normalmente elettrico) in movimento, come esempi di attuatori sono i motori elettrici, pistoni idraulici, relè, polimeri elettroattivi, attuatori piezoelettrici, ecc.
I motori sono usati soprattutto quando si richiedono movimenti circolari, ma possono essere impiegati per applicazioni lineari trasformando un movimento da circolare a lineare utilizzando un trasduttore a vite senza fine. D'altra parte, alcuni attuatori, come quelli piezoelettrici, sono intrinsecamente lineari.

## Tipologie di attuatori

### Elettrici
Gli attuatori elettrici trovano utilizzo nell'automazione civile e industriale. Il loro principio di funzionamento è molto semplice: permettono il comando di un relè attraverso un input solitamente elettrico e possono essere gestiti in configurazione singola o multipla. La gestione può avvenire tramite protocolli BUS o Wi-Fi: per la gestione singola si provvede a gestire ogni attuatore attraverso l'utilizzo del protocollo BUS che prevede un collegamento fisico tra tutti i componenti dell'impianto, mentre per la configurazione Wi-Fi vengono abolite le connessioni fisiche, ma la gestione viene fatta esclusivamente senza fili permettendo una flessibilità estrema dell'impianto.

### Elettrostatici
I microattuatori elettrostatici sono semplici da realizzare su wafer di silicio e con essi si possono ottenere elevate velocità di rotazione. Le applicazioni vanno dagli interruttori elettromeccanici e relè, agli interruttori ottici, display, valvole, ad attuatori per il controllo di flusso. Sono costituiti da due piatti piani paralleli il cui principio di funzionamento si basa direttamente sul principio della forza di Coulomb. Queste forze che definiscono un'attrazione fra due corpi aventi cariche opposte, tendono a riallineare i piatti dopo che tra di essi è avvenuto uno spostamento relativo.

### Elettromagnetici
Gli attuatori elettromagnetici sono i più diffusi poiché offrono grandi vantaggi: permettono il controllo della forza e della velocità sia in corrente sia in tensione, hanno una risposta veloce, una bassa impedenza d'ingresso, un basso rumore e il loro assemblaggio non pone particolari problemi. Il loro principio di funzionamento si basa sulla forza di Lorentz.
I problemi legati all'uso di questo dispositivo sono soprattutto relativi alla sua realizzabilità. L'intensità del campo magnetico generato è proporzionale al numero di spire che costituiscono l'avvolgimento e alla corrente circolante. Le dimensioni molto ridotte dei cavi elettrici fanno sì che a parità di tensione, aumentando il numero di spire, si diminuisce la corrente circolante; nella maggior parte dei casi si è deciso quindi di utilizzare una bobina costituita da una singola spirale. Per realizzare bobine di questo tipo si utilizza la tecnica LIGA. Un altro degli inconvenienti più significativi degli attuatori magnetici è la dissipazione di energia, che avviene nelle spire durante il mantenimento di una forza a un valore costante. Questi tipi di attuatori (con un diametro di 1,5 mm) sono in grado di generare una coppia di 1,2 N·m.

### Idraulici
Gli attuatori idraulici riescono a generare una forza maggiore (a parità di volume) rispetto agli altri attuatori. Si distinguono in tre tipi: a pistone, a camera elastica, a turbina.
Il tipo a pistone ha lo svantaggio di introdurre attriti e ha la necessità di essere sigillato. Gli attuatori elastici sono formati da un tubo cilindrico al cui interno sono ricavate tre camere parallele e le cui pressioni vengono controllate separatamente. Una differente pressione nelle camere fa sì che il tubo si incurvi verso la camera a minore pressione. Questo tipo di attuatore idraulico non soffre dei problemi dovuti all'attrito. Gli attuatori del tipo a microturbine infine sono molto facili da realizzare ma hanno un'efficienza ridotta a causa dell'attrito.

### Microattuatori
Gli attuatori trovano un largo utilizzo anche nella microelettronica: infatti, esistono vari tipi di attuatori MEMS e i principali sono: microattuatori elettrostatici, elettromagnetici, idraulici.